# Dombóvári FC
A Dombóvári Football Club egy 1994-ben alapított magyar labdarúgóklub. Székhelye Dombóváron található.

## Sikerek
NBIII
- 5. hely: 2005-06, 2009-10

Tolna megyei labdarúgó-bajnokság (első osztály)
- Bajnok: 1996-97